# Museum der bayerischen Könige

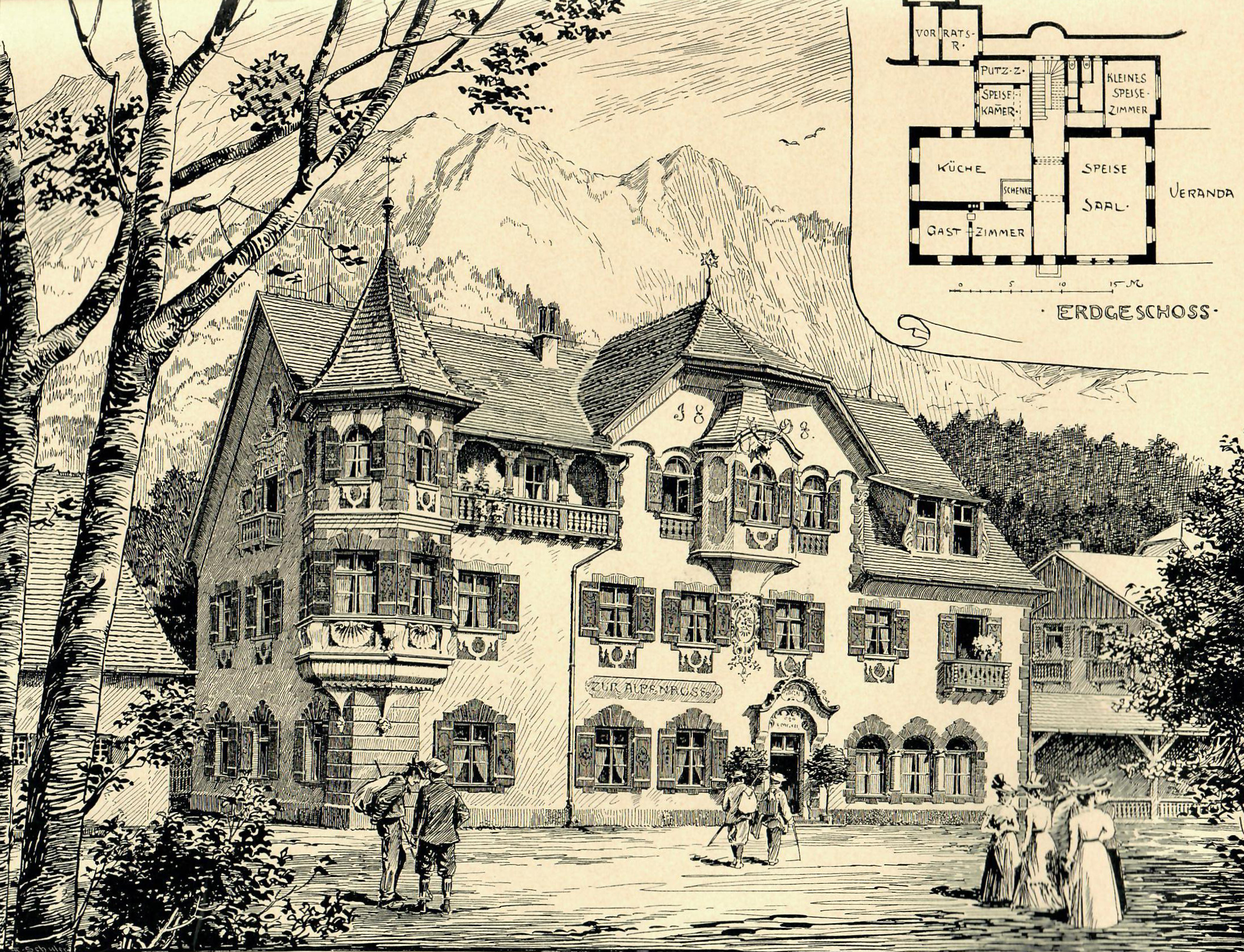
Historische Ansicht des Gasthauses zur Alpenrose in Hohenschwangau

Das Museum der bayerischen Könige in Hohenschwangau bei Füssen vermittelt Einblicke in die Geschichte des Königsgeschlechts der Wittelsbacher von ihren Anfängen bis zu der Gegenwart.

## Geschichte
Das Museum wurde nach vierjähriger Planungs- und Bauphase am 9. September 2011 im 125. Todesjahr von König Ludwig II. von Bayern eröffnet. Die Geschichte des Gebäudes beginnt 1780 mit dem Neubau des Kurfürstlichen Brauhauses durch den Hofbauamtspolier Ferdinand Bader (1742–1800). Im Lauf der Zeit wurde die Brauereitätigkeit eingestellt und bereits vor dem Jahre 1852 entstand das Gasthaus „Zur Alpenrose“. Im Jahr 1894 verkaufte Alexandra Gräfin von Dürckheim das Anwesen an das bayerische Königshaus.
Der nördliche Teil des Gebäudekomplexes wurde 1898 vom letzten Baumeister König Ludwigs II., dem Hofoberbaurat Eugen Drollinger (1858–1930), auf den Kellergewölben des ehemaligen Gasthauses „Zur Alpenrose“ errichtet und als Hotel genutzt. Ebenfalls durch Drollinger erfolgte schon 1904 die mehrgeschossige Hotel-Erweiterung nach Süden zum Alpsee hin. Die beiden Gebäude verband ein mondäner Speisesaal zu ebener Erde.
Durch die im August 1886 erfolgte touristische Öffnung von Schloss Neuschwanstein begann der anwachsende Besucherstrom (1889 Bahnanschluss in Füssen!), auf den sich Bau und Erweiterung des ehemaligen Gasthauses „Zur Alpenrose“ zu Pension und Hotel gründeten. Das Hotel ermöglichte auch die zeitgemäße Unterbringung der herbstlichen Jagdgesellschaften des Prinzregenten Luitpold von Bayern.
1924 wurde der Gesamtkomplex Eigentum der Stiftung „Wittelsbacher Ausgleichsfonds“ (WAF) in München, die einen Teil der Besitztümer des ehemaligen bayerischen Königshauses verwaltet. Der WAF ließ den Gebäudekomplex ab 2007 renovieren und zum Museum ausbauen.
Seit dem Jahr 2011 beherbergt das Gebäude außerdem das Alpenrose am See Restaurant & Café sowie seit Frühjahr 2019 auch vierzehn Hotelzimmer des AMERON Neuschwanstein Alpsee Resort & Spa der Althoff Hotels.

## Architektur

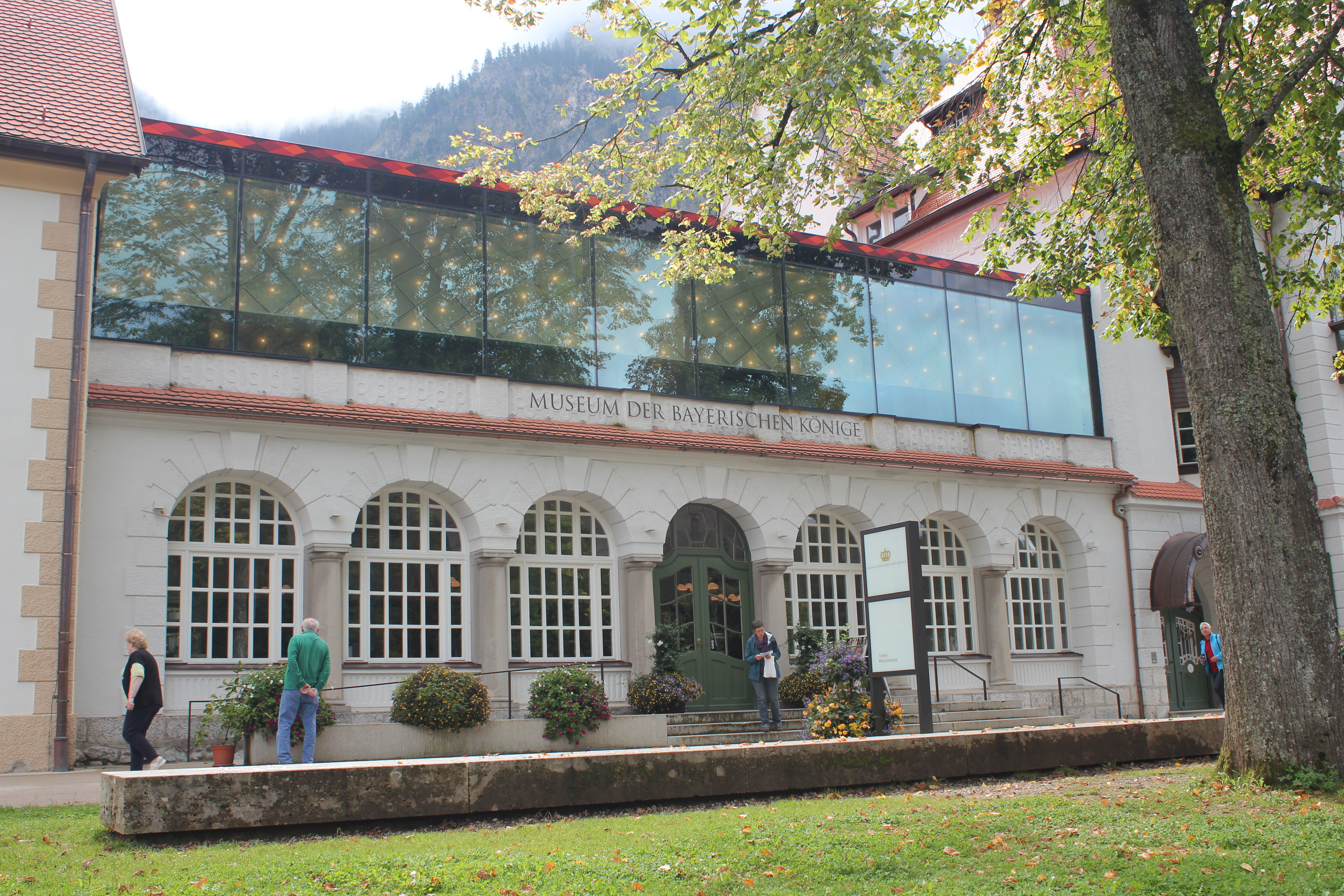
Der neu überbaute Eingangsbereich

Die von Eugen Drollinger errichteten Bauten sind typische Beispiele für den süddeutschen Heimatstil, der sich aus der Abwendung vom Historismus entwickelte und seine Blüte zwischen 1895 und 1925 erlebte.
Der Gebäudekomplex wurde vom Jahr 2007 bis zum Jahr 2011 von Staab Architekten, Berlin, saniert, renoviert und zum Museum ausgebaut. Ein tonnenförmiges Stahlgewölbe im System des 1923 patentierten Zollingerdaches wurde dem Trakt des ehemaligen Speisesaales aufgesetzt. Die gerautete Stahlkonstruktion überspannt den zentralen Ausstellungsbereich, den „Saal der Könige“, der von zwei verglasten Seitengalerien flankiert wird, die einen Panoramablick auf Schloss Hohenschwangau, den Alpsee und die Alpen ermöglichen.
Der Landesverband Bayern des Bundes Deutscher Architekten zeichnete das Gebäude mit dem BDA-Preis Bayern 2013 in der Kategorie Detailvollkommenheit aus.

## Ausstellung
Die Idee für das Museum der bayerischen Könige stammt vom Oberhaupt des Hauses Wittelsbach Herzog Franz von Bayern. Das museale Konzept erstellte das Haus der Bayerischen Geschichte, das auch für die alljährlichen Landesausstellungen verantwortlich ist.
Auf rund 1200 m² vermittelt das Museum mit über 130 zum größten Teil originalen Exponaten ein Bild des bayerischen Herrscherhauses, einer der ältesten europäischen Dynastien, vom Mittelalter bis zum Beginn des 21. Jahrhunderts. Den Kern der Ausstellung bildet der Saal der Könige, in dem die Bauherren der beiden Königsschlösser Hohenschwangau und Neuschwanstein, König Maximilian II. und König Ludwig II., das zentrale Thema sind. Doch auch die Fortsetzung der Geschichte nach dem Ende der Monarchie, einschließlich des Exils und der KZ-Gefangenschaft einiger Familienmitglieder während der Zeit des Nationalsozialismus, sind thematisiert.
Zu den hochkarätigen Exponaten aus dem Besitz der Wittelsbacher zählen etwa der Nibelungen-Tafelaufsatz, ein Werk von Ludwig von Schwanthaler, den der spätere König Maximilian II. anlässlich seiner Hochzeit 1842 mit Prinzessin Marie von Preußen in Auftrag gegeben hatte. Eine Auswahl dieser feuervergoldeten, 58-teiligen Prunkdekoration wird auf einem Tisch von über zehn Metern Länge präsentiert. Auch ein Großteil des aus 326 Einzelstücken bestehenden Bayerischen Königsservice von 1918 aus Nymphenburger Porzellan, ein Geschenk der Kinder zur Goldenen Hochzeit von König Ludwig III. und Königin Marie Therese, ist hier zu sehen.
Die Ausstellung zeigt Ehrengaben wie Prunkteller und -kannen, Marmorbüsten, zahlreiche Gemälde und private Familienfotos, aber auch Gegenstände aus dem täglichen Gebrauch, wie Schreibgarnituren bis hin zu Spielzeugsoldaten aus der Kinderzeit von Ludwig II. und seinem Bruder Otto. Besondere Highlights sind das Zeremonialschwert und der originale Mantel König Ludwigs II. als Großmeister des Kgl. Bayer. Hausritterordens vom Heiligen Georg, der von zahlreichen Porträts bekannt ist: Ein Prunkstück der Textilkunst aus himmelblauem Seidensamt mit Silber bestickt und mit Hermelin gefüttert.